# Scalmicauda albobrunnea
Scalmicauda albobrunnea är en fjärilsart som beskrevs av Sergius G. Kiriakoff 1968. Scalmicauda albobrunnea ingår i släktet Scalmicauda och familjen tandspinnare. Inga underarter finns listade.